# Steffen Süßner
Steffen Süßner (* 26. September 1979) ist ein ehemaliger deutscher Fußballtorhüter.

## Karriere

### Spieler
Steffen Süßner spielte von 1999 bis 2006 beim Chemnitzer FC und von 2006 bis 2008 beim FC Sachsen Leipzig. Für Chemnitz bestritt er zwischen 1999 und 2001 20 Spiele in der 2. Fußball-Bundesliga. In der Rückrunde der Saison 2007/08 stand er im Kader des FC Erzgebirge Aue. Im Januar 2009 heuerte Süßner beim FC Floriana aus Malta an, wo er bis zum Ende der Spielzeit 2008/09 spielte.

### Trainer
Seit 2012 war er als Torwarttrainer beim FSV Zwickau tätig. Im Sommer 2023 wechselte er zu Arminia Bielefeld.